# Husayn Nizam Xah III
Husayn Nizam Shah III (o Husayn Shah III) fou el darrer sultà nizamxàhida d'Ahmednagar.
El 1631/1632 fou posat al tron quan tenia només deu anys, pel wakil Habshi Fath Khan. Va governar uns cinc anys i finalment el sultanat fou annexionat pels mogols el 1636. La dinastia fou deposada i el jove sultà fou empresonat a Gwalior.